# アラン・コトック
アラン・コトック（Alan Kotok、1941年11月9日 - 2006年5月26日）は、アメリカ合衆国の計算機科学者。World Wide Web Consortium (W3C) での仕事を通したインターネットとWorld Wide Webへの貢献、ディジタル・イクイップメント・コーポレーション (DEC) における仕事を通した情報工学への貢献、マサチューセッツ工科大学 (MIT) におけるコンピュータゲームとコンピュータチェスを通した、ゲーム関連への貢献で知られている。
コンピュータ歴史博物館では2004年に、自身の回顧録をビデオに記録した。またスティーブン・レヴィのHackers: Heroes of the Computer Revolutionに登場している。
1941年ペンシルベニア州フィラデルフィアに一人っ子として生まれ、ニュージャージー州南部の Vineland に住んでいた。3歳になるとねじ回しでコンセントをいじるという危険を冒し、6歳になると電気スタンドを作れるまでになった。父の金物屋では鉄道模型に親しんでいる。その後2年飛び級し16歳で大学に進学した。
2006年5月26日、自宅で心臓発作により死去。

## MIT時代
MITで電気工学の修士号を取得。影響を与えた教師としてジャック・デニスとジョン・マッカーシーがいる。またMITのテック模型鉄道クラブ（en:Tech Model Railroad Club、ハッカー文化発祥の地のひとつとされる）にも所属していた。
大学院生でTMRCの一員でもあったデニスは、リンカーン研究所のTX-0をMITの学生に無制限に使わせており、マッカーシーはプログラミングの最初のコースを1959年春、MITの新入生向けに開講して教えていた。コトックはTMRCの仲間と共に、講義の終わった時間を使ってTX-0をいじり、デニスのおかげでバッチ処理を通さず、独占してTX-0を使うことができた。
1961年9月、DECは9Kメモリとディスプレイ装置を備えたPDP-1を寄付。デニスはTX-0の隣の部屋に設置されたPDP-1を管理することになった。学生たちはサポートスタッフとして、その新しいコンピュータのプログラミングを行う事になった。

### チェス
1959年にマッカーシーの監督の下、コトックらはIBM 704上でチェスプログラムの開発を開始した。コトックはこの仕事について MIT Artificial Intelligence Project Memo 41 に書いており、卒論のテーマにもしている。このチェスグループが1962年に卒業するころには、IBM 7090上で「100回ぐらいチェスをしたことがあるアマチュア程度」のチェスプログラムに仕上がっていた。
皆はゲームについて詳しくなったが、コトックは後にコントラクトブリッジを好むようになる。3回チェスの世界チャンピオンとなったミハイル・ボトヴィニクは自身の著書 Computers, Chess and Long-Range Planningで、コトック-マッカーシーのプログラムについて「動きを制限する規則がきつく、いい手を逃している」と評した。このプログラムはリチャード・グリーンブラットに批評され、最近では Hans Berliner からも批評された。Bill Wall は自身のサイトComputer Chess Historyで、このMITのプログラムが世界初の賢いチェスプログラムだったとしている。
スタンフォード大学に移った後、マッカーシーはソビエト連邦を1965年に訪問したが、モスクワ理論実験物理研究所(ITEP)の Alexander Kronrod の研究室で M-20 チェスプログラムの対局挑戦を受ける。この世界初のコンピュータ同士のチェス対戦は1966年～1967年の9ヶ月間、テレグラフを介して行われた。クロード・シャノンが1950年に行った分類によれば、ITEP側はタイプAに属する力づくの戦略、コトック側はタイプBに属する選択的手法として分類されている。アルファベータ法による分岐判定刈りもしていないし、ましてやキラーヒューリスティックは、コトック卒業後に編み出された手法だった。結局コトック側はITEPの弱いバージョンと引き分け、強いバージョンには負けた。
グリーンブラットはコトックのMITメモのコピーを目にし、次の1手の候補を生成するサブルーチンREPLYSで、"4 3 2 2 1 1 1 1 0 0"よりも"7 7"の方がうまくいくのではないかと考える。1965年、グリーンブラットはこの考えに基づいた改良を行った。そして1967年、グリーンブラットの作ったプログラムである MacHack VI はトーナメントで人間を負かし、アメリカ合衆国チェス連盟の名誉会員となった。

### ソフトウェア
エドワード・フレドキン（PDP-1の1号機を購入したBBNテクノロジーズに一時期在籍した事がある）、マッカーシー、ラッセル、コトック、Samson、Harlan Anderson、ゴードン・ベルは2006年5月、コンピュータ歴史博物館でのPDP-1再構築を祝う式典に出席した。
彼らはTX-0 および PDP-1 のユーザーは様々な世界初のアプリケーションソフトウェアを書いたと、講演で語っている。Piner は「Expensive Typewriter;（高価なタイプライター）」を作り、これによってTX-0やPDP-1を直接操作できるようになった。Wagner は「Expensive Desk Calculator（高価な電卓）」のプログラムを作っている。物理学科の2台目のPDP-1では、Daniel L. Murphy が TECO を作り、これがEmacsの先祖となった。Samson は TJ-2 というページレイアウトプログラムを作り、戦争というカードゲームを実装した。波形の計算の研究成果として、Samson と Dennis は TX-0 上で Harmony Compiler を作り、これを使ってPDP-1向けに音楽をコード化した。コトックと Samson は製図プログラム T-square を開発、これはスペースウォー!のコントローラにも応用されている。
初期のPDP-1ユーザーはプログラミングソフトウェアも作成した。例えばTX-0からの変換を行うアセンブラは、1961年に1週間ほどで作成された。コトックはTX-0用デバッガ FLIT を移植した DDT オンラインデバッグプログラムを作成し、後に TECO のマクロ用にLISPインタプリタも作成した。

## DEC時代
1961年、コトックはDECでPDP-4向けのFORTRANコンパイラの開発を開始。次にPDP-5の命令セット設計に関わった。ゴードン・ベルの率いるチームの一員として、コトックは最初のタイムシェアリング用コンピュータPDP-6の論理回路設計助手として働いた。DECがPDP-6で開始した36ビットマシンは、LISPを使用する人工知能の研究によく用いられ、IBMのメインフレームに対抗するものであった。
1965年に西オーストラリア大学のPDP-6とアメリカのボストンをテレックス回線で接続した。これは地球規模のネットワーク接続としては、世界初の可能性がある。またDECはPDP-6を操作するコトックとゴードン・ベルの写真を撮影している（オーストラリアとの接続の話は、その写真の解説を参照）。
次に主任アーキテクト兼デザイナーとして、PDP-10、DECsystem-10、DECSYSTEM-20に関わった。コトックらはDECsystem-10がバッチ処理から、タイムシェアリングやシングルユーザーシステムへの移行を促進したと語っている。
またコトックは VAX 8600 のシステムアーキテクトでもあった。VAX 8600 は1984年の登場時、DEC史上最高の性能を誇っていた（当時の一般的システムの4.2倍の性能）。
そしてコトックはDECで34年間働き、ストレージ、通信、ソフトウェアの分野のシニアエンジニアとなった。戦略グループの技術担当重役として、インターネットビジネス部門の立ち上げに尽力し、インターネットとウェブ技術を早い時期に採用、統合しようとした。
こうしてDECは、検索エンジンAltaVista、インターネットファイアウォール、ポータルサイト、ネット配信、ネット上の選挙速報などを生み出している。こうした目的の維持が困難な時期になっても、DECはインターネットとウェブ関連の開発をリードし続けた。しかしコトックは、自身の興味と会社の方向性の違いを感じ始める。DECは自社製品(ハードウェア)を売るための手段としてしか、インターネットを見ていなかったのだ。例えばウェブコンテンツの小額決済システムである Millicent (1セント未満の価格でコンテンツを売買するシステム)は、その機会を逃してしまっている。
この時代のコトックの要職は、以下のものが挙げられる。
- 1962年～1997年 - DECの企業コンサルティングエンジニア。
- 1994年～1996年 - W3C諮問委員会にDECを代表して参加。
- 1996年～1997年 - GC Tech Inc. 社のマーケティング担当副社長。
- その他にCylink社の科学諮問委員会の委員、コンパック社のコンサルタント、コンピュータ歴史博物館の展示内容アドバイザなど[4][28]。

Berlekampの提案で、1975年～1976年の9ヶ月間は、カリフォルニア大学バークレー校で論理回路設計を教えている。
1978年にはクラーク大学で経営管理の修士号を取得。
DECとGC Techは初期のW3Cメンバーであり、1995年ボストンで開催されたFourth International World Wide Web Conference(WWW4)のスポンサーでもあった。コトックはサンタクララで開催された1997年4月7日のWWW6で、Selection of Payment Vehicle for Internet Purchases（インターネットでの購入に使用すべき支払い方法の選択）という、BoF（会議の一種）を主催した。1997年の Electronic Payments Forum では Micropayment Systems(小額決済システム)についての講演を行っている。

## W3C
DEC時代にウェブの可能性を理解したコトックは、World Wide Web Consortiumの設立にも関わっている。1994年初め、スイスのチューリッヒでティム・バーナーズ＝リーとマイケル・ダートウゾスは、MITに新たな組織を設立する件を話し合っている。1994年春、コトックらDEC代表者はCERNのバーナーズ＝リーを訪れ、ウェブ開発のためのオープン標準を作成するコンソシアムの必要性を話し合った。リーは Weaving the Web で、このDECとの話し合いについて言及している。
1997年3月にはW3Cの副会長となった。
コトックは数百人ものW3Cメンバーを勧誘し、利害の一致する勢力を代表するようになり、MITコンピュータ科学・人工知能研究所にあるW3Cのサイトを管理し、彼は世界的規模のなW3CシステムとWebチームを率いて、数百万ページを抱えるW3Cのウェブサイトと、メーリングリストのアーカイブを管理した。
またコトックはW3Cホスト、会員組織、オフィスなどの契約関係も管理、インドと中国に新たなW3Cの事務所を設立する件でも尽力した。W3C管理チームやW3C諮問委員会などと共に、途上国向けの会費の削減にも取り組んでいる。HTMLに関する特許勧告グループも指揮し、W3Cの特許方針策定にも深く関与した。
コトックはW3Cの活動を構成していた、技術と社会の領域を先導したと言える。当時の活動にはデジタル署名、電子商取引、公的政策、PICS、RDFメタデータ、プライバシー問題、セキュリティ問題などが含まれていた